# Livin' on a Prayer
"Livin' on a Prayer" là một bài hát của ban nhạc người Mỹ Bon Jovi nằm trong album phòng thu thứ ba của họ, Slippery When Wet (1986). Nó được phát hành như là đĩa đơn thứ hai trích từ album vào ngày 31 tháng 10 năm 1986 bởi Mercury Records. Bài hát được đồng viết lời bởi hai thành viên của ban nhạc Jon Bon Jovi và Richie Sambora với Desmond Child, cộng tác viên quen thuộc xuyên suốt sự nghiệp của nhóm, trong khi phần sản xuất được đảm nhiệm bởi Bruce Fairbairn. Ban đầu, Jovi muốn loại bỏ "Livin' on a Prayer" khỏi album vì không hài lòng với bản thu âm gốc của nó, vốn sau đó đã xuất hiện dưới dạng một bản nhạc ẩn trong box set 100,000,000 Bon Jovi Fans Can't Be Wrong (2004), trước khi được Sambora thuyết phục để thu âm lại một phiên bản mới. Được xem như phần tiếp theo của đĩa đơn trước "You Give Love a Bad Name", bài hát là một bản hard rock và glam metal mang nội dung đề cập đến Tommy và Gina, hai đứa trẻ đang cố gắng theo đuổi ước mơ bất chấp những khó khăn.
Sau khi phát hành, "Livin' on a Prayer" nhận được đánh giá tích cực từ các nhà phê bình âm nhạc, trong đó họ gọi đây là một điểm nhấn nổi bật từ Slippery When Wet. Ngoài ra, bài hát còn gặt hái nhiều giải thưởng và đề cử ở những lễ trao giải lớn, bao gồm một đề cử tại giải thưởng Âm nhạc Mỹ năm 1988 cho Đĩa đơn Pop/Rock được yêu thích nhất. "Livin' on a Prayer" cũng gặt hái những thành công vượt trội về mặt thương mại, đứng đầu các bảng xếp hạng ở Canada, New Zealand và Na Uy, đồng thời lọt vào top 10 ở hầu hết những quốc gia nó xuất hiện, bao gồm vươn đến top 5 ở những thị trường lớn như Úc, Bỉ, Ireland, Hà Lan, Thụy Điển và Vương quốc Anh. Tại Hoa Kỳ, nó đạt vị trí số một trên bảng xếp hạng Billboard Hot 100 trong bốn tuần liên tiếp, trở thành đĩa đơn quán quân thứ hai của Bon Jovi tại đây. Tính đến nay, "Livin' on a Prayer" đã bán được hơn 8 triệu bản trên toàn cầu, trở thành một trong những đĩa đơn bán chạy nhất mọi thời đại.
Video ca nhạc cho "Livin' on a Prayer" được đạo diễn bởi Wayne Isham, trong đó ghi lại quá trình chuẩn bị cho buổi diễn của Bon Jovi tại Grand Olympic Auditorium  (Los Angeles, California), bắt đầu với hình ảnh họ đi vào hội trường và lên kế hoạch luyện tập, trước khi hát trước đám đông khán giả. Nó đã chiến thắng một hạng mục tại giải Video âm nhạc của MTV năm 1987 cho Trình diễn sân khấu xuất sắc nhất. Được ghi nhận là bài hát trứ danh trong sự nghiệp của nhóm, "Livin' on a Prayer" đã được hát lại và sử dụng làm nhạc mẫu bởi nhiều nghệ sĩ, bao gồm Rihanna, Taylor Swift, Ed Sheeran, Jordin Sparks và dàn diễn viên của Glee, cũng như được sử dụng cho nhiều tác phẩm điện ảnh và truyền hình, như Charlie's Angels: Full Throttle, Gilmore Girls, Jane the Virgin, Rock Star và View from the Top. Ngoài ra, nó còn xuất hiện trong những album tuyển tập của ban nhạc, bao gồm Hard & Hot (Best of Bon Jovi) (1991), Cross Road (1994), This Left Feels Right (2003) và Greatest Hits (2010).

## Danh sách bài hát
Đĩa 7"
- A. "Livin' On A Prayer" - 4:12
- B. "Wild In The Streets" - 3:52

Đĩa 12"
- A. "Livin' On A Prayer" - 4:12
- B1. "Wild In The Streets" - 3:52
- B2. "Edge of a Broken Heart" - 4:34

## Xếp hạng
| Bảng xếp hạng (1986-87)            | Vị trí cao nhất |
| ---------------------------------- | --------------- |
| Úc (Kent Music Report)             | 3               |
| Bỉ (Ultratop 50 Flanders)          | 3               |
| Canada (RPM)                       | 1               |
| Châu Âu (European Hot 100 Singles) | 12              |
| Phần Lan (Suomen virallinen lista) | 10              |
| Đức (Official German Charts)       | 20              |
| Ireland (IRMA)                     | 4               |
| Hà Lan (Dutch Top 40)              | 2               |
| Hà Lan (Single Top 100)            | 4               |
| New Zealand (Recorded Music NZ)    | 1               |
| Na Uy (VG-lista)                   | 1               |
| Nam Phi (Springbok Radio)          | 5               |
| Tây Ban Nha (AFYVE)                | 6               |
| Thụy Điển (Sverigetopplistan)      | 2               |
| Thụy Sĩ (Schweizer Hitparade)      | 12              |
| Anh Quốc (OCC)                     | 4               |
| Hoa Kỳ Billboard Hot 100           | 1               |
| Hoa Kỳ Mainstream Rock (Billboard) | 1               |

| Bảng xếp hạng (1986)                 | Vị trí |
| ------------------------------------ | ------ |
| UK Singles (Official Charts Company) | 41     |
| Bảng xếp hạng (1987)                 | Vị trí |
| Australia (Kent Music Report)        | 17     |
| Belgium (Ultratop 50 Flanders)       | 29     |
| Canada (RPM)                         | 28     |
| Europe (European Hot 100 Singles)    | 70     |
| Netherlands (Dutch Top 40)           | 32     |
| Netherlands (Single Top 100)         | 40     |
| New Zealand (Recorded Music NZ)      | 17     |
| US Billboard Hot 100                 | 10     |
| US Mainstream Rock (Billboard)       | 15     |

| Bảng xếp hạng (1980-89) | Vị trí |
| ----------------------- | ------ |
| US Billboard Hot 100    | 52     |

| Bảng xếp hạng        | Vị trí |
| -------------------- | ------ |
| US Billboard Hot 100 | 270    |

## Chứng nhận
| Quốc gia                                                                                              | Chứng nhận  | Số đơn vị/doanh số chứng nhận |
| --- | ----------- | ----------------------------- |
| Canada (Music Canada)                                                                                 | Vàng        | 50.000^                       |
| Ý (FIMI)                                                                                              | Bạch kim    | 50.000‡                       |
| Nhật Bản (RIAJ)                                                                                       | Bạch kim    | 250.000^                      |
| Anh Quốc (BPI)                                                                                        | Bạch kim    | 600.000‡                      |
| Hoa Kỳ (RIAA)                                                                                         | 3× Bạch kim | 3,714,000                     |
| ^ Chứng nhận dựa theo doanh số nhập hàng. ‡ Chứng nhận dựa theo doanh số tiêu thụ và phát trực tuyến. |             |                               |